# Sen Monorom
Sen Monorom, è il capoluogo del distretto omonimo e dell'intera provincia di Mondulkiri, nel nord-est della Cambogia. Si tratta dell'unico centro abitato di dimensioni superiori a un villaggio nell'intera provincia.
Adagiata sulle pendici di colline ondulate e punteggiata da alcuni piccoli laghi, nelle guide turistiche negli anni passati era paragonata al selvaggio west e tuttora mancano diverse comodità e infrastrutture comuni.
Nelle vie della cittadina si vedono contemporaneamente passare phnong a piedi scalzi, che scendono al mercato dai villaggi circostanti, portando i pochi beni nei caratteristici canestri sulla schiena, e i grossi fuoristrada delle organizzazioni, governative e non, che operano nella provincia. Sen Monorom sta conoscendo un piccolo boom economico e negli ultimi anni sono aumentati sia la popolazione che il prezzo dei terreni circostanti.

## Attrazioni turistiche
Tra le attrazioni conosciute vi sono il trekking a bordo di elefanti e diverse cascate:
Cascata di Bou Sra (o Bu Sra)
Situata nel distretto di Pich Chinda, a circa 43 km da Sen Monorom, la cascata a due salti di Bou Sra è una delle più grandi della Cambogia e forse la più famosa, è citata anche in una popolare canzone Khmer. Sembra sia stato avviato un progetto di sviluppo turistico della zona.
Cascata di Sen Monorom
Si trova circa a 3 km di facile cammino dalla cittadina, a nord-ovest. Non c'è molto da vedere e l'ambientazione ideale per un picnic è stata rovinata da quando i Giapponesi hanno costruito una stazione idroelettrica che ha sottratto tutta l'acqua.
Cascata di Romnea (o Romanear)
Situata a 10 km di distanza da Sen Monorom , si tratta di una delle tre cascate presenti in zona che è stata privatizzata da una guest house.